# Oś podłużna
Oś podłużna – oś ciała, która odpowiada kierunkowi jego największej rozciągłości, często będącą osią poprowadzoną przez długość ciała (patrz również wymiary geometryczne).
Oś podłużna jest prostopadła do osi poprzecznej i może być osią symetrii danego ciała.